# Selección femenina de fútbol sub-20 de Trinidad y Tobago
La selección de fútbol  femenino sub-20 de Trinidad y Tobago representa a Trinidad y Tobago en las competiciones internacionales de fútbol femenino en la categoría.  Su organización está a cargo de la Federación de Fútbol de Trinidad y Tobago perteneciente a la CONCACAF.

## Estadísticas

### Copa Mundial Femenina de Fútbol Sub-20
| 2002  | No clasificó | No clasificó | No clasificó | No clasificó | No clasificó | No clasificó | No clasificó | No clasificó | No clasificó | No clasificó |
| 2004  | No clasificó | No clasificó | No clasificó | No clasificó | No clasificó | No clasificó | No clasificó | No clasificó | No clasificó | No clasificó |
| 2006  | No clasificó | No clasificó | No clasificó | No clasificó | No clasificó | No clasificó | No clasificó | No clasificó | No clasificó | No clasificó |
| 2008  | No clasificó | No clasificó | No clasificó | No clasificó | No clasificó | No clasificó | No clasificó | No clasificó | No clasificó | No clasificó |
| 2010  | No clasificó | No clasificó | No clasificó | No clasificó | No clasificó | No clasificó | No clasificó | No clasificó | No clasificó | No clasificó |
| 2012  | No clasificó | No clasificó | No clasificó | No clasificó | No clasificó | No clasificó | No clasificó | No clasificó | No clasificó | No clasificó |
| 2014  | No clasificó | No clasificó | No clasificó | No clasificó | No clasificó | No clasificó | No clasificó | No clasificó | No clasificó | No clasificó |
| 2016  | No clasificó | No clasificó | No clasificó | No clasificó | No clasificó | No clasificó | No clasificó | No clasificó | No clasificó | No clasificó |
| 2018  | No clasificó | No clasificó | No clasificó | No clasificó | No clasificó | No clasificó | No clasificó | No clasificó | No clasificó | No clasificó |
| 2022  | No clasificó | No clasificó | No clasificó | No clasificó | No clasificó | No clasificó | No clasificó | No clasificó | No clasificó | No clasificó |
| 2024  | No clasificó | No clasificó | No clasificó | No clasificó | No clasificó | No clasificó | No clasificó | No clasificó | No clasificó | No clasificó |
| 2026  | Por definir  | Por definir  | Por definir  | Por definir  | Por definir  | Por definir  | Por definir  | Por definir  | Por definir  |              |
| Total | 0/11         | 0            | 0            | 0            | 0            | 0            | 0            |              |              |              |

### Campeonato Femenino Sub-20 de la Concacaf
| Campeonato Femenino Sub-20 de la Concacaf. | Campeonato Femenino Sub-20 de la Concacaf. | Campeonato Femenino Sub-20 de la Concacaf. | Campeonato Femenino Sub-20 de la Concacaf. | Campeonato Femenino Sub-20 de la Concacaf. | Campeonato Femenino Sub-20 de la Concacaf. | Campeonato Femenino Sub-20 de la Concacaf. | Campeonato Femenino Sub-20 de la Concacaf. |
| Año                                        | Resultado                                  | J                                          | G                                          | E                                          | P                                          | GF                                         | GC                                         |
| ------------------------------------------ | ------------------------------------------ | ------------------------------------------ | ------------------------------------------ | ------------------------------------------ | ------------------------------------------ | ------------------------------------------ | ------------------------------------------ |
| 2002                                       | 3º                                         | 3                                          | 1                                          | 1                                          | 1                                          | 6                                          | 9                                          |
| 2004                                       | 6º                                         | 3                                          | 1                                          | 0                                          | 2                                          | 4                                          | 16                                         |
| 2006                                       | 6º                                         | 3                                          | 1                                          | 0                                          | 2                                          | 4                                          | 10                                         |
| 2008                                       | 6º                                         | 3                                          | 1                                          | 0                                          | 2                                          | 6                                          | 8                                          |
| 2010                                       | 6º                                         | 3                                          | 1                                          | 0                                          | 2                                          | 2                                          | 6                                          |
| 2012                                       | No clasificó                               | No clasificó                               | No clasificó                               | No clasificó                               | No clasificó                               | No clasificó                               | No clasificó                               |
| 2014                                       | 4º                                         | 5                                          | 2                                          | 0                                          | 3                                          | 7                                          | 16                                         |
| 2015                                       | 8º                                         | 3                                          | 0                                          | 0                                          | 3                                          | 1                                          | 11                                         |
| 2018                                       | 8º                                         | 3                                          | 0                                          | 0                                          | 3                                          | 4                                          | 9                                          |
| 2020                                       | 7º                                         | 5                                          | 3                                          | 0                                          | 2                                          | 11                                         | 14                                         |
| 2022                                       | 16º                                        | 3                                          | 0                                          | 0                                          | 3                                          | 2                                          | 15                                         |
| 2023                                       | No clasificó                               | No clasificó                               | No clasificó                               | No clasificó                               | No clasificó                               | No clasificó                               | No clasificó                               |
| Total                                      | 10/12                                      | 34                                         | 10                                         | 1                                          | 23                                         | 47                                         | 114                                        |